# Ігаль Левін
Ігаль Левін (івр. יגאל לוין; нар. 25 липня 1986, Одеса, Українська РСР, СРСР) — блогер-аналітик, старший лейтенант сухопутних військ Армії оборони Ізраїлю. Учасник Другої ліванської війни та операції «Литий свинець»; військовий аналітик та співавтор Telegram-каналу Yigal Levin (раніше носив назву Ressentiment).

## Біографія
Народився 25 червня 1986 року в Одесі. Родина переїхала до Ізраїлю, коли йому було дев'ять років.
По закінченню школи з 2005 проходив службу в сухопутних військах Збройних сил Ізраїлю. Зокрема служив у дивізіях «Едом» та «Газа». Отримав звання старшого лейтенанта (сеґен). Взяв участь у Другій ліванській війні (2006) та війні в Секторі Гази (2008—2009). Брав участь у масштабних військових навчаннях «Мецуда», що симулювали повномасштабну війну Ізраїлю з Єгиптом. Звільнився з армії 2010 року.
Після початку російсько-української війни, у 2016 році повернувся до України, через рік запустив власний Telegram-канал Ressentiment (У 2022 змінив назву на Yigal Levin, станом на вересень 2025 року налічує більш ніж 225 тис. підписників). Спільно з Євгеном Лешаном у 2018 зареєстрував та став інструктором ГО «Українська Оборона», яка надає курс початкової військової підготовки для молоді та польові вишколи.
У червні 2023 року отримав подяку від командування одного з батальйонів Окремої Президентської бригади ім. Богдана Хмельницького.

## Журналістська діяльність
З 2014 року веде YouTube-канал (@YigalLevin), де публікує власну аналітику та військові огляди, а також бере інтерв'ю на політичну, історичну та військову тематику в активістів, фахівців, військових, письменників тощо. Неодноразово сам з'являвся в ЗМІ у якості гостя, де розповідав про досвід Ізраїлю, власну практику воєнних дій тощо. З 2018 року в ЗМІ висловлював власні припущення, що РФ готується до великої війни з Україноюі.
З початком повномасштабного Російського вторгнення в Україну регулярно з'являється в ефірах українських телеканалів, як військовий експерт: 24 канал, ТСН, Апостроф TV, Прямий, ICTV тощо. Дає коментарі для іврито-, польско-, словацько-, болгаро-, німецько- та англомовних онлайн-ЗМІ, а також ізраїльському радіо. Згідно з платформою онлайн-моніторингу цитованості у ЗМІ Semantrum, посідає 9 місце у рейтингу соціальних мереж, а також перше за кількістю публікацій в Telegram.
Автор публікацій на тематику партизанської війни та воєн майбутнього, збройних чи політичних конфліктів — зокрема, в Палестині, Каталонії, Сирії та Курдистані. Учасник науково-практичних конференцій.
З весни 2021 року по літо 2025 року  — один з редакторів українського видання «Фокус», був редактором відділу «Воєнний Фокус».
За результатами опитування Центру Разумкова і Фонду «Демократичні ініціативи» в березні 2023 року, 2.9 % опитаних обрали Ігаля Левіна до списку осіб, що найбільш об'єктивно і фахово висвітлювали події війни.
З 2024 року почав публікувати статті на інформаційному порталу «Мілітарний».
13 серпня 2024 року Таганський районний суд Москви оштрафував месенджер Telegram на 4 млн рублів за відмову видалити інформацію на вимогу влади рф (частина 2 статті 13.41 КпАП рф). Згідно постанови, месенджер не виконав вимоги Генпрокуратури РФ видалити декілька каналів, зокрема персональний канал Ігаля Левіна.